# Geisberg (Geisberger Forst)

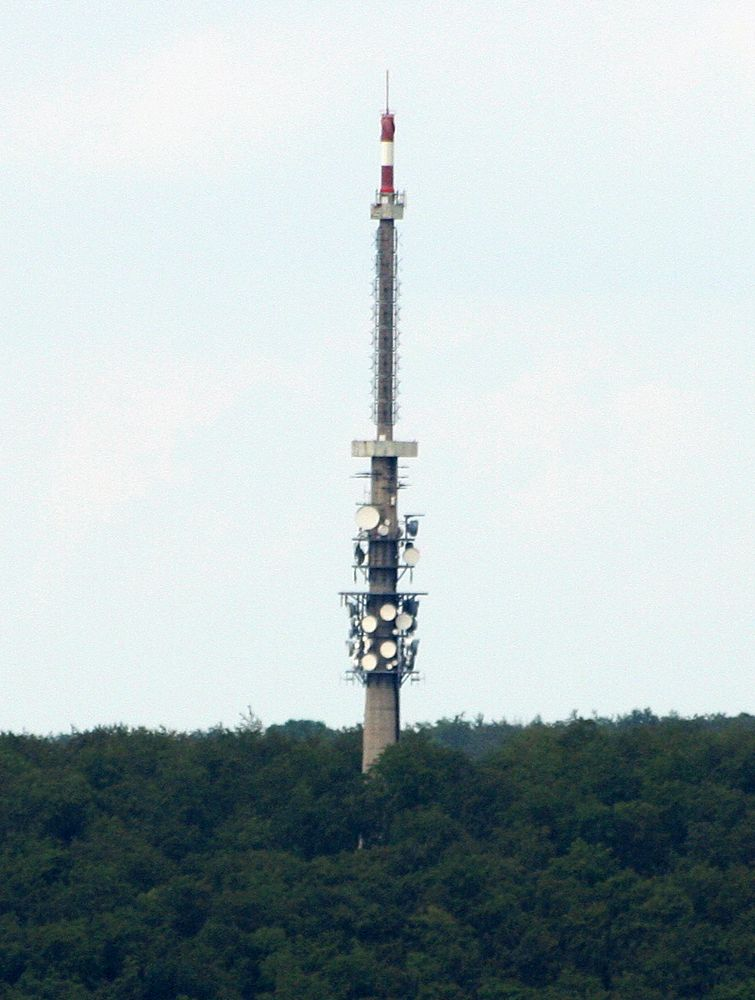
Turm des Senders Bamberg / Geisberg

Der Geisberg ist ein 585 m ü. NHN hoher Berg der Fränkischen Alb. Er liegt bei Zeegendorf im gemeindefreien Gebiet Geisberger Forst im oberfränkischen Landkreis Bamberg, Bayern (Deutschland).

## Geographische Lage
Der Geisberg erhebt sich im Naturpark Fränkische Schweiz-Veldensteiner Forst innerhalb der Fränkischen Schweiz. Er liegt im Geisberger Forst zwischen den unmittelbar angrenzenden Gemeindegebieten von Strullendorf im Süden, Litzendorf im Nordwesten, Heiligenstadt im Osten und dem gemeindefreien Gebiet Hauptsmoorwald im Westen.
Nordwestlich des Geisbergs liegt Melkendorf, ein Ortsteil des jenseits davon gelegenen Litzendorf, und nördlich der Litzendorfer Ortsteil Lohndorf. Im Osten befinden sich die Heiligenstädter Ortsteile Herzogenreuth und Lindach. Die Strullendorfer Ortsteile Zeegendorf, Mistendorf und Leesten liegen südlich und Geisfeld im Südwesten.
An der Nordwestflanke des Geisbergs entspringt der kleine Otterbach als durch die beiden zuvor genannten Litzendorfer Ortsteile fließender, linker Quellbach des Gründleinsbachs. Ein paar Kilometer östlich verläuft durch das Heiligenstädter Gemeindegebiet der Leinleiterbach als Zufluss der Wiesent. Südlich wird der Berg vom Zeegenbach (auch Ziegenbach genannt) passiert, der die drei zuerst erwähnten Strullendorfer Ortsteile als Regnitz-Zufluss durchfließt.

## Schutzgebiete
Der gesamte Geisberg und der Großteil des Geisberger Forsts befinden sich im äußersten Südteil des Fauna-Flora-Habitat-Gebiets Albtrauf von Dörnwasserlos bis Zeegendorf (FFH-Nr. 6032-371) und gehören zudem zum Westteil des 2001 gegründeten und 1021,64 km² großen Landschaftsschutzgebiets Fränkische Schweiz-Veldensteiner Forst (CDDA-Nr. 322697).

## Sendeanlage
Auf dem Geisberg betreibt der Bayerische Rundfunk den Sender Bamberg/Geisberg. Von einem 107 m hohen Stahlbetonturm werden UKW und DAB ausgestrahlt.